# Daniel Cavanagh
Daniel Cavanagh (6 ottobre 1972) è un chitarrista e cantante britannico, fondatore del gruppo musicale rock progressivo Anathema nel 1990 insieme al fratello Vincent Cavanagh.

## Biografia
Durante la sua carriera, Cavanagh ha partecipato a molti progetti esterni agli Anathema, tra cui quello con i Antimatter, gruppo dalle sonorità simili a quelle degli Anathema, con i Leafblade e con i The Spherical Minds. Agli inizi del 2002 Cavanagh ha lasciato gli Anathema, ritornando tuttavia il 9 aprile dello stesso anno, partecipando già alla creazione dell'album A Natural Disaster.

## Discografia

### Da solista
Album in studio
- 2013 – The Passage (con Joseph Geraci)
- 2017 – Monochrome

Album dal vivo
- 2009 – In Parallel (con Anneke van Giersbergen)

Album tributo
- 2004 – A Place to Be
- 2015 – Memory and Meaning

### Con gli Anathema
- 1993 – Serenades
- 1995 – The Silent Enigma
- 1996 – Eternity
- 1998 – Alternative 4
- 1999 – Judgement
- 2001 – A Fine Day to Exit
- 2003 – A Natural Disaster
- 2010 – We're Here Because We're Here
- 2012 – Weather Systems
- 2014 – Distant Satellites
- 2017 – The Optimist

### Con i Weather Systems
- 2024 – Ocean Without a Shore